# Доња Рапча
Доња Рапча је горанско село у Општини Гора, на Косову и Метохији. По законима привремених институција Косова ово насеље је у саставу општине Драгаш.

## Демографија
Насеље има горанску етничку већину.
Број становника на пописима:
- попис становништва 1948. године:
- попис становништва 1953. године:
- попис становништва 1961. године:
- попис становништва 1971. године:
- попис становништва 1981. године:
- попис становништва 1991. године:

### Попис2011.
На попису становништва 2011. године, Доња Рапча је имало становника, следећег националног састава: